# Semiothisa trimaculata
Semiothisa trimaculata là một loài bướm đêm trong họ Geometridae.